# آمارهای جام جهانی فوتبال ۲۰۲۲
مقاله زیر شامل آمارهای رسمی فیفا در مورد جام جهانی فوتبال ۲۰۲۲ است که از تاریخ ۲۰ نوامبر تا ۱۸ دسامبر ۲۰۲۲ (۲۹ آبان تا ۲۷ آذر ۱۴۰۱) در کشور قطر برگزار شد. جام جهانی فوتبال یک تورنمنت از تیم‌های منتخب ملی فوتبال مردان است که هر چهارسال یکبار برگزار می‌شود. تیم‌ها در گروه‌های چهار تیمه به رقابت می‌پردازند، و یک تورنمنت دوره‌ای انجام می‌دهند که در پایان آن، دو تیم برتر هر گروه وارد مرحله حذفی می‌شوند و برای رسیدن به فینال تلاش می‌کنند.
این آمار شامل فهرستی از بازیکنانی است که در طول مسابقات در به‌ثمر رساندن حداقل یک گل موفق بودند، بازیکنانی که پاس گل دادند، آمار کلی تیمی، مهم‌ترین اطلاعات مربوط به تیم‌های برنده و بازنده، جوایز مسابقه، اقدامات انضباطی، نتایج کلی و ورزشگاه‌های درگیر در این تورنمنت می‌باشد.

## گل‌زنان
۱۷۲ گل  در ۶۴ مسابقه به ثمر رسید که به‌طور میانگین برابر است با ۲٫۶۹ گل به ازای هر مسابقه.
۸ گل
- کیلیان امباپه

۷ گل
- لیونل مسی

۴ گل
- جولیان آلوارز
- الیویه ژیرو

۳ گل
- ریشارلیسون
- انر والنسیا
- مارکوس رشفورد
- بوکایو ساکا
- کودی گاکپو
- گونسالو راموس
- آلوارو موراتا

۲ گل
- نیمار
- وینسنت ابوبکر
- آندری کراماریچ
- هری کین
- نیکلاس فولکروگ
- کای هاورتس
- محمد قدوس
- مهدی طارمی
- ریتسو دوان
- یوسف النصیری
- واوت وگهورست
- روبرت لواندوفسکی
- برونو فرناندز
- رافائل لیائو
- سالم الدوسری
- الکساندر میتروویچ
- چو گیو-سونگ
- فران تورس
- بریل امبولو
- ژورژین د آراسکائتا

۱ گل
- آنخل دی ماریا
- انزو فرناندز
- الکسیس مک الیستر
- ناهوئل مولینا
- میچل دوک
- کریگ گودوین
- متیو لکی
- میچی باتشوایی
- کاسمیرو
- لوکاس پاکتا
- وینیسیوس جونیور
- ژان چارلز کاستلتو
- اریک ماکسیم چومپو-موتینگ
- آلفونسو دیویز
- کیشر فولر
- یلتسین یخدا
- یوشکو گواردیول
- مارکو لیوایا
- لورو مایر
- میسلاو اورشیچ
- ایوان پریشیچ
- برونو پتکوویچ
- آندریاس کریستنسن
- مویسس کایسدو
- جود بلینگام
- فیل فودن
- جک گریلیش
- جردن هندرسون
- رحیم استرلینگ
- تئو ارناندز
- رندال کولو موانی
- آدرین رابیو
- اورلین شوامنی
- سرژ گنابری
- ایلکای گوندوغان
- آندره ایو
- محمد سالیسو
- عثمان بوکاری
- روزبه چشمی
- رامین رضاییان
- تاکامو آسانو
- دایزن مائدا
- آو تاناکا
- لوییس چاوز
- هنری مارتین
- زکریا ابوخلال
- اشرف داری
- رومان سایس
- حکیم زیاش
- دیلی بلیند
- ممفیس دپای
- دنزل دومفریس
- فرنکی دی یونگ
- دیوی کلاسن
- پیوتر ژیلینسکی
- ژوآو فلیکس
- رافائل گییرو
- ریکاردو هورتا
- پپه
- کریستیانو رونالدو
- محمد مونتاری
- صالح الشهری
- بولای دیا
- فمارا دادیو
- بامبا دینگ
- کالیدو کولیبالی
- اسماعیل سار
- سرگی میلینکویچ-ساویچ
- استراهینچا پاولوویچ
- دوشان ولاهوویچ
- هانگ هی چان
- کیم یونگ-گوون
- پایک سونگ هو
- مارکو آسنسیو
- گاوی
- دنی اولمو
- کارلوس سولر
- مانوئل آکانجی
- رمو فرولر
- جردان شقیری
- وهبی خزری
- کریستین پولیسیچ
- تیموتی وه‌آ
- حاجی رایت
- گرت بیل

۱ گل‌به‌خودی
- انزو فرناندز (مقابل استرالیا)
- نایف اکرد (مقابل کانادا)

منبع: فیفا

## پاس گل
عنوان پاس گل به پاسی گفته می‌شود که مستقیماً منجر به گل شود.
۳ پاس گل
- لیونل مسی
- ایوان پریشیچ
- هری کین
- آنتوان گریزمن
- برونو فرناندز

۲ پاس گل
- وینیسیوس جونیور
- میسلاو اورشیچ
- فیل فودن
- عثمان دمبله
- تئو ارناندز
- کیلیان امباپه
- مارکوس تورام
- ژوآو فلیکس
- رافائل گییرو
- دنزل دومفریس
- دیوی کلاسن
- دوشان تادیچ
- آندریا زیوکوویچ
- جوردی آلبا
- کریستین پولیسیک

۱ پاس گل
- آنخل دی ماریا
- الکسیس مک الیستر
- انزو فرناندز
- ناهوئل مولینا
- نیکولاس اوتامندی
- متیو لکی
- رایلی مک‌گری
- توبی الدرویرلد
- نیمار
- لوکاس پاکتا
- رودریگو
- تیاگو سیلوا
- وینسنت ابوبکر
- ژان چارلز کاستلتو
- ژروم انگوم امبکلی
- نیکولا انکولو
- تیجان بیوکنن
- یلتسین یخدا
- یوسیپ یورانووییچ
- مارکو لیوایا
- دیان لوورن
- یواکیم آندرسن
- آنخلو پرسیادو
- فلیکس تورس
- جود بلینگام
- هری مگوایر
- کالوین فیلیپس
- لوک شاو
- رحیم استرلینگ
- کالوم ویلسون
- آدرین رابیو
- نیکلاس فولکروگ
- سرژ گنابری
- جمال موزیالا
- دیوید رائوم
- لروی زانه
- جردن آیو
- اینیاکی ویلیامز
- علی قلی‌زاده
- مهدی طارمی
- کو ایتاکورا
- جونیا ایتو
- کائورو میتوما
- مایا یوشیدا
- سزار مونتس
- یحیی عطیةالله
- اشرف حکیمی
- عبدالحمید صابیری
- حکیم زیاش
- استیون برهایس
- دیلی بلیند
- فرنکی دی یونگ
- تئون کوپمینرس
- روبرت لواندوفسکی
- دیوگو دالوت
- گونسالو راموس
- اسماعیل محمد
- هتان باهبری
- فراس البریکان
- اسماعیل جاکوبس
- ایلیمان ندای
- کیم جین-سو
- کنگین لی
- سون هیونگ مین
- سزار آزپیلیکوئتا
- گاوی
- آلوارو موراتا
- دنی اولمو
- جردان شقیری
- جبرئیل سو
- روبن وارگاس
- سیلوان ویدمر
- آیسا لایدونی
- سرجینیو دست
- لوییس سوارز

منبع: فیفا

## ترین‌ها

##### آمار کلی‌
- تعداد کل گل‌های زده شده: ۱۷۲
- میانگین گل در هر بازی: ۲.۶۹
- تعداد دوگانه (زده شدن دو گل در یک بازی توسط یک بازیکن): ۱۸

جولیان آلوارز، ژورژین د آراسکائتا، برونو فرناندز، الیویه ژیرو، کای هاورتز، چو گیو-سونگ، آندری کراماریچ، محمد قدوس، کیلیان امباپه (۲)، لیونل مسی، مارکوس رشفورد، ریشارلیسون، بوکایو ساکا، مهدی طارمی، فران تورس، انر والنسیا، واوت وگهورست
- تعداد هت‌تریک: ۲

کیلیان امباپه، گونسالو راموس
- تعداد پنالتی گرفته شده در جریان بازی: ۲۳
- تعداد پنالتی‌های گل شده در جریان بازی: ۱۷

گرت بیل، برونو فرناندز، ایلکای گوندوغان، هری کین، روبرت لواندوفسکی، کیلیان امباپه (۲)، لیونل مسی (۴)، نیمار، کریستیانو رونالدو، اسماعیل سار، مهدی طارمی، فران تورس، انر والنسیا
- تعداد پنالتی‌های از دست رفته در جریان بازی: ۶

سالم الدوسری، آندره ایو، آلفونسو دیویز، هری کین، روبرت لواندوفسکی، لیونل مسی
- درصد گل شدن پنالتی‌ها: ۷۳.۹۱٪
- تعداد گل به‌خودی‌ها: ۲

نایف اکرد، انزو فرناندز

#### زمانی
- اولین گل مسابقات: انر والنسیا برای اکوادور مقابل قطر
- اولین دوگانه مسابقات: انر والنسیا برای اکوادور مقابل قطر
- اولین هت‌تریک مسابقات: گونسالو راموس برای پرتغال مقابل سوئیس
- سریع‌ترین گل مسابقات: دقیقه دوم
آلفونسو دیویز برای کانادا مقابل کرواسی
- کم‌ترین فاصلهٔ زمانی بین ورود به زمین به‌عنوان بازیکن تعویضی و گل زدن: یک دقیقه
مارکوس رشفورد برای انگلیس مقابل ایران (ورود در دقیقه ۷۰)، رندال کولو موانی برای فرانسه مقابل مراکش (ورود در دقیقه ۷۹)
- آخرین گل مسابقات: کیلیان امباپه برای فرانسه مقابل آرژانتین
- آخرین هت‌تریک مسابقات: کیلیان امباپه برای فرانسه مقابل آرژانتین

- دیرترین گل زده شده در یک مسابقه نود دقیقه‌ای: دقیقهٔ ۱۳+۹۰

مهدی طارمی برای ایران مقابل انگلیس
- دیرترین گل زده شده در یک مسابقه ۱۲۰ دقیقه‌ای (حذفی): دقیقهٔ ۱۱۸

کیلیان امباپه برای فرانسه مقابل آرژانتین
- کم‌ترین فاصلهٔ زمانی بین دو گل زده شده توسط یک تیم: ۱ دقیقه، ۳۴ ثانیه

کیلیان امباپه برای فرانسه مقابل آرژانتین

#### تیمی
- بیشترین تعداد گل زده شده توسط یک تیم: ۱۶

فرانسه
- کمترین تعداد گل زده شده توسط یک تیم: ۱

بلژیک، دانمارک، قطر، تونس، ولز
- بیشترین تعداد گل خورده شده توسط یک تیم: ۱۱

کاستاریکا
- کمترین تعداد گل خورده شده توسط یک تیم: ۱

تونس
- بهترین تفاضل گل: ۹+

انگلیس
- بدترین تفاضل گل: ۸-

کاستاریکا
- پرگل‌ترین بازی: ۸

انگلیس ۶–۲ ایران
- بیشترین گل‌زده در یک مسابقه توسط یک تیم: ۷

اسپانیا مقابل کاستاریکا
- بیشترین گل‌زده در یک مسابقه توسط تیم بازنده: ۳

فرانسه مقابل آرژانتین
- پیروزی با بیشترین اختلاف: ۷ گل

اسپانیا ۷–۰ کاستاریکا
- بیشترین تعداد کلین‌شیت: ۴

مراکش
- کمترین تعداد کلین‌شیت: ۰

کانادا، آلمان، غنا، ژاپن، قطر، عربستان، سنگال، صربستان، ولز
- بیشترین تعداد کلین‌شیت داده شده توسط یک تیم (تیم مقابل دروازه خود را بسته نگه داشته‌است): ۳

کرواسی، مراکش
- کمترین تعداد کلین‌شیت داده شده توسط یک تیم (تیم مقابل دروازه خود را بسته نگه داشته‌است): ۰

آرژانتین، استرالیا، اکوادور، آلمان، هلند
- بیشترین تعداد متوالی کلین‌شیت توسط یک تیم: ۳

انگلیس
- بیشترین تعداد متوالی کلین‌شیت داده شده توسط یک تیم (تیم مقابل دروازه خود را بسته نگه داشته‌است): ۲

بلژیک، مکزیک، تونس، اروگوئه، ولز

#### فردی
- بیشترین گل زده‌شده توسط یک فرد: ۸

کیلیان امباپه
- بیشترین پاس گل داده‌شده توسط یک فرد: ۳

برونو فرناندز، آنتوان گریزمن، هری کین، لیونل مسی، ایوان پریشیچ
- بیشترین تعداد گل‌های ساخته شده توسط یک فرد (گل یا پاس گل): ۱۰

کیلیان امباپه (۸ گل، ۲ پاس گل)، لیونل مسی (۷ گل، ۳ پاس گل)
- بیشترین تعداد کلین‌شیت یک دروازه‌بان: ۳

یاسین بونو، امیلیانو مارتینز، جردن پیکفورد
- بیشترین تعداد متوالی کلین‌شیت توسط یک دروازه‌بان: ۳

جردن پیکفورد
- بیشترین تعداد گل‌زده در یک بازی توسط یک بازیکن: ۳

گونسالو راموس برای پرتغال مقابل سوئیس، کیلیان امباپه برای فرانسه مقابل آرژانتین
- مسن‌ترین گل‌زن: ۳۹سال و ۲۸۳روز

پپه برای پرتغال مقابل سوئیس
- جوان‌ترین گل‌زن: ۱۸سال و ۱۰۹روز

گاوی برای اسپانیا مقابل کاستاریکا

## جوایز بازی‌ها

### بهترین بازیکن بازی
| رتبه | بازیکن             | تیم                 | حریف                                  | جوایز |
| ---- | ------------------ | ------------------- | ------------------------------------- | ----- |
| ۱    | لیونل مسی          | آرژانتین            | مکزیک، استرالیا، هلند، کرواسی، فرانسه | ۵     |
| ۲    | کیلیان امباپه      | فرانسه              | استرالیا، دانمارک، لهستان             | ۳     |
| ۳    | یاسین بونو         | مراکش               | اسپانیا، پرتغال                       | ۲     |
| ۳    | دومینیک لیواکویچ   | کرواسی              | ژاپن، برزیل                           | ۲     |
| ۳    | لوکا مودریچ        | کرواسی              | مراکش، بلژیک                          | ۲     |
| ۳    | کریستین پولیسیک    | ایالات متحده آمریکا | انگلیس، ایران                         | ۲     |
| ۷    | وینسنت ابوبکر      | کامرون              | صربستان                               | ۱     |
| ۷    | محمد العویس        | عربستان سعودی       | آرژانتین                              | ۱     |
| ۷    | گرت بیل            | ولز                 | آمریکا                                | ۱     |
| ۷    | کازمیرو            | برزیل               | سوئیس                                 | ۱     |
| ۷    | لوییس چاوز         | مکزیک               | عربستان                               | ۱     |
| ۷    | روزبه چشمی         | ایران               | ولز                                   | ۱     |
| ۷    | ژورژین د آراسکائتا | اروگوئه             | غنا                                   | ۱     |
| ۷    | کوین دی بروینه     | بلژیک               | کانادا                                | ۱     |
| ۷    | فرنکی دی یونگ      | هلند                | اکوادور                               | ۱     |
| ۷    | بولای دیا          | سنگال               | قطر                                   | ۱     |
| ۷    | میچل دوک           | استرالیا            | تونس                                  | ۱     |
| ۷    | دنزل دومفریس       | هلند                | آمریکا                                | ۱     |
| ۷    | دویس اپسای         | کامرون              | برزیل                                 | ۱     |
| ۷    | برونو فرناندز      | پرتغال              | اروگوئه                               | ۱     |
| ۷    | کیشر فولر          | کاستاریکا           | ژاپن                                  | ۱     |
| ۷    | کودی گاکپو         | هلند                | سنگال                                 | ۱     |
| ۷    | گاوی               | اسپانیا             | کاستاریکا                             | ۱     |
| ۷    | الیویه ژیرو        | فرانسه              | انگلیس                                | ۱     |
| ۷    | شویچی گوندا        | ژاپن                | آلمان                                 | ۱     |
| ۷    | آنتوان گریزمن      | فرانسه              | مراکش                                 | ۱     |
| ۷    | یوشکو گواردیول     | کرواسی              | مراکش                                 | ۱     |
| ۷    | اشرف حکیمی         | مراکش               | کانادا                                | ۱     |
| ۷    | کای هاورتز         | آلمان               | کاستاریکا                             | ۱     |
| ۷    | هانگ هی چان        | کرهٔ جنوبی           | پرتغال                                | ۱     |
| ۷    | هری کین            | انگلستان            | سنگال                                 | ۱     |
| ۷    | وهبی خزری          | تونس                | فرانسه                                | ۱     |
| ۷    | دیوی کلاسن         | هلند                | قطر                                   | ۱     |
| ۷    | کالیدو کولیبالی    | سنگال               | اکوادور                               | ۱     |
| ۷    | آندری کراماریچ     | کرواسی              | کانادا                                | ۱     |
| ۷    | محمد قدوس          | غنا                 | کره جنوبی                             | ۱     |
| ۷    | آیسا لایدونی       | تونس                | دانمارک                               | ۱     |
| ۷    | متیو لکی           | استرالیا            | دانمارک                               | ۱     |
| ۷    | روبرت لواندوفسکی   | لهستان              | عربستان                               | ۱     |
| ۷    | الکسیس مک الیستر   | آرژانتین            | لهستان                                | ۱     |
| ۷    | آلوارو موراتا      | اسپانیا             | آلمان                                 | ۱     |
| ۷    | نیمار              | برزیل               | کره جنوبی                             | ۱     |
| ۷    | گیرمو اوچوا        | مکزیک               | لهستان                                | ۱     |
| ۷    | گونسالو راموس      | پرتغال              | سوئیس                                 | ۱     |
| ۷    | مارکوس رشفورد      | انگلستان            | ولز                                   | ۱     |
| ۷    | ریشارلیسون         | برزیل               | صربستان                               | ۱     |
| ۷    | کریستیانو رونالدو  | پرتغال              | غنا                                   | ۱     |
| ۷    | بوکایو ساکا        | انگلستان            | ایران                                 | ۱     |
| ۷    | یان سومر           | سوئیس               | کامرون                                | ۱     |
| ۷    | آئو تاناکا         | ژاپن                | اسپانیا                               | ۱     |
| ۷    | انر والنسیا        | اکوادور             | قطر                                   | ۱     |
| ۷    | فدریکو والورده     | اروگوئه             | کره جنوبی                             | ۱     |
| ۷    | گرانیت ژاکا        | سوئیس               | صربستان                               | ۱     |
| ۷    | حکیم زیاش          | مراکش               | بلژیک                                 | ۱     |

### کلین‌شیت
| رتبه | بازیکن           | تیم                 | حریف                    | جوایز |
| ---- | ---------------- | ------------------- | ----------------------- | ----- |
| ۱    | یاسین بونو       | مراکش               | کرواسی، اسپانیا، پرتغال | ۳     |
| ۱    | امیلیانو مارتینز | آرژانتین            | مکزیک، لهستان، کرواسی   | ۳     |
| ۱    | جردن پیکفورد     | انگلستان            | آمریکا، ولز، سنگال      | ۳     |
| ۴    | آلیسون بکر       | برزیل               | صربستان، سوئیس          | ۲     |
| ۴    | تیبو کورتوا      | بلژیک               | کانادا، کرواسی          | ۲     |
| ۴    | ایمن دحمان       | تونس                | دانمارک، فرانسه         | ۲     |
| ۴    | دومینیک لیواکویچ | کرواسی              | مراکش، بلژیک            | ۲     |
| ۴    | آندریس نوپرت     | هلند                | سنگال، قطر              | ۲     |
| ۴    | سرخیو روچت       | اروگوئه             | کره جنوبی، غنا          | ۲     |
| ۴    | متیو رایان       | استرالیا            | تونس، دانمارک           | ۲     |
| ۴    | اونای سیمون      | اسپانیا             | کاستاریکا، مراکش        | ۲     |
| ۴    | وویچیخ شچنسنی    | لهستان              | مکزیک، عربستان          | ۲     |
| ۴    | مت ترنر          | ایالات متحده آمریکا | انگلیس، ایران           | ۲     |
| ۱۴   | دیوگو کاستا      | پرتغال              | اروگوئه                 | ۱     |
| ۱۴   | دویس اپسای       | کامرون              | برزیل                   | ۱     |
| ۱۴   | ارنان گالیندس    | اکوادور             | قطر                     | ۱     |
| ۱۴   | سید حسین حسینی   | ایران               | ولز                     | ۱     |
| ۱۴   | هوگو لوریس       | فرانسه              | مراکش                   | ۱     |
| ۱۴   | منیر مهند محمدی  | مراکش               | بلژیک                   | ۱     |
| ۱۴   | کیلور ناواس      | کاستاریکا           | ژاپن                    | ۱     |
| ۱۴   | گیرمو اوچوا      | مکزیک               | لهستان                  | ۱     |
| ۱۴   | کاسپر اشمایکل    | دانمارک             | تونس                    | ۱     |
| ۱۴   | کیم سئونگ-گیو    | کرهٔ جنوبی           | اروگوئه                 | ۱     |
| ۱۴   | یان سومر         | سوئیس               | کامرون                  | ۱     |

## انضباطی
| بازیکن/مسئول                 | جریمه(ها)                                                                                    | محرومیت(ها)                               |
| ---------------------------- | -------------------------------------------------------------------------------------------- | ----------------------------------------- |
| وین هنسی                     | در گروه B مقابل ایران (بازی دوم؛ ۲۵ نوامبر)                                                  | گروه B مقابل انگلیس (بازی سوم؛ ۲۹ نوامبر) |
| علیرضا جهانبخش               | در گروه B مقابل انگلیس (بازی اول؛ ۲۱ نوامبر) در گروه B مقابل ولز (بازی دوم؛ ۲۵ نوامبر)       | گروه B مقابل آمریکا (بازی سوم؛ ۲۹ نوامبر) |
| سباس مندس                    | در گروه A مقابل قطر (بازی اول؛ ۲۰ نوامبر) در گروه A مقابل هلند (بازی دوم؛ ۲۵ نوامبر)         | گروه A مقابل سنگال (بازی سوم؛ ۲۹ نوامبر)  |
| عبدالاله المالکی             | در گروه C مقابل آرژانتین (بازی اول؛ ۲۲ نوامبر) در گروه C مقابل لهستان (بازی دوم؛ ۲۶ نوامبر)  | گروه C مقابل مکزیک (بازی سوم؛ ۳۰ نوامبر)  |
| فرانسیسکو کالوو              | در گروه E مقابل اسپانیا (بازی اول؛ ۲۳ نوامبر) در گروه E مقابل ژاپن (بازی دوم؛ ۲۷ نوامبر)     | گروه E مقابل آلمان (بازی سوم؛ ۱ دسامبر)   |
| آمادو اونانا                 | در گروه F مقابل کانادا (بازی اول؛ ۲۳ نوامبر) در گروه F مقابل مراکش (بازی دوم؛ ۲۷ نوامبر)     | گروه F مقابل کرواسی (بازی سوم؛ ۱ دسامبر)  |
| پائولو بنتو (مربی)           | در گروه H مقابل غنا (بازی دوم؛ ۲۸ نوامبر)                                                    | گروه H مقابل پرتغال (بازی سوم؛ ۲ دسامبر)  |
| ادریسا گی                    | در گروه A مقابل هلند (بازی اول؛ ۲۱ نوامبر) در گروه A مقابل اکوادور (بازی سوم؛ ۲۹ نوامبر)     | مرحله حذفی مقابل انگلیس (۴ دسامبر)        |
| کو ایتاکورا                  | در گروه E مقابل کاستاریکا (بازی دوم؛ ۲۷ نوامبر) در گروه E مقابل اسپانیا (بازی سوم؛ ۱ دسامبر) | مرحله حذفی مقابل کرواسی (۵ دسامبر)        |
| وینسنت ابوبکر                | در گروه G مقابل برزیل (بازی سوم؛ ۲ دسامبر)                                                   | محرومیت خارج از تورنمنت به اجرا در آمد    |
| مارکوس آکونیا                | در گروه C مقابل لهستان (بازی سوم؛ ۳۰ نوامبر) در یک‌چهارم نهایی مقابل هلند (۹ دسامبر)          | نیمه‌نهایی مقابل کرواسی (۱۳ دسامبر)        |
| گنزالو مونتیل                | در گروه C مقابل مکزیک (بازی دوم؛ ۲۶ نوامبر) در یک‌چهارم نهایی مقابل هلند (۹ دسامبر)           | نیمه‌نهایی مقابل کرواسی (۱۳ دسامبر)        |
| دنزل دومفریس                 | در یک‌چهارم نهایی مقابل آرژانتین (۹ دسامبر)                                                   | محرومیت خارج از تورنمنت به اجرا در آمد    |
| ولید شدیره                   | در نیمه‌نهایی مقابل پرتغال (۱۰ دسامبر)                                                        | نیمه‌نهایی مقابل فرانسه (۱۴ دسامبر)        |
| ماریو مانجوکیچ (دستیار مربی) | در نیمه‌نهایی مقابل آرژانتین (۱۳ دسامبر)                                                      | رده‌بندی مقابل مراکش (۱۷ دسامبر)           |

## رکورد حضور تماشاچی‌ها
آرژانتین در مقابل مکزیک، آرژانتین در مقابل کرواسی و آرژانتین در مقابل فرانسه در ورزشگاه لوسیل ۸۸٬۹۶۶ تماشاگر را به استادیوم کشاند، بزرگترین جمعیت برای تماشای یک بازی جام جهانی مردان از ۹۱٬۱۹۴ نفر در فینال جام جهانی فوتبال ۱۹۹۴ بین برزیل و ایتالیا در ورزشگاه رز بول، حضور داشتند و بیشترین تعداد برای حضور در هر بازی جام جهانی از ۹۰٬۱۸۵ نفر در فینال جام جهانی فوتبال زنان ۱۹۹۹ بین آمریکا و چین در همان ورزشگاه است.

### ۱۰ حضور برتر تماشاچیان
| رتبه | حضور   | بازی                         | ورزشگاه           | شهر   | تاریخ          | منبع   |
| ---- | ------ | ---------------------------- | ----------------- | ----- | -------------- | ------ |
| ۱    | ۸۸٬۹۶۶ | آرژانتین مقابل مکزیک         | ورزشگاه ملی لوسیل | لوسیل | ۲۶ نوامبر ۲۰۲۲ | [ ۷۱ ] |
| ۱    | ۸۸٬۹۶۶ | آرژانتین مقابل کرواسی        | ورزشگاه ملی لوسیل | لوسیل | ۱۳ دسامبر ۲۰۲۲ | [ ۷۲ ] |
| ۱    | ۸۸٬۹۶۶ | آرژانتین مقابل فرانسه        | ورزشگاه ملی لوسیل | لوسیل | ۱۸ دسامبر ۲۰۲۲ | [ ۷۳ ] |
| ۴    | ۸۸٬۶۶۸ | پرتغال مقابل اروگوئه         | ورزشگاه ملی لوسیل | لوسیل | ۲۸ نوامبر ۲۰۲۲ | [ ۷۴ ] |
| ۵    | ۸۸٬۲۳۵ | آرژانتین مقابل هلند          | ورزشگاه ملی لوسیل | لوسیل | ۹ دسامبر ۲۰۲۲  | [ ۷۵ ] |
| ۶    | ۸۸٬۱۰۳ | برزیل vs صربستان             | ورزشگاه ملی لوسیل | لوسیل | ۲۴ نوامبر ۲۰۲۲ | [ ۷۶ ] |
| ۷    | ۸۸٬۰۱۲ | آرژانتین مقابل عربستان سعودی | ورزشگاه ملی لوسیل | لوسیل | ۲۲ نوامبر ۲۰۲۲ | [ ۷۷ ] |
| ۸    | ۸۵٬۹۸۶ | برزیل مقابل کامرون           | ورزشگاه ملی لوسیل | لوسیل | ۲ دسامبر ۲۰۲۲  | [ ۷۸ ] |
| ۹    | ۸۴٬۹۸۵ | مکزیک مقابل عربستان سعودی    | ورزشگاه ملی لوسیل | لوسیل | ۳۰ نوامبر ۲۰۲۲ | [ ۷۹ ] |
| ۱۰   | ۸۳٬۷۲۰ | پرتغال مقابل سوئیس           | ورزشگاه ملی لوسیل | لوسیل | ۶ دسامبر ۲۰۲۲  | [ ۸۰ ] |

- کم‌ترین حضور: ۳۹٬۰۸۹ –  کامرون مقابل  سوئیس، ورزشگاه الجنوب، الوکره، ۲۴ نوامبر ۲۰۲۲[۸۱]